# Jerécuaro
Jerécuaro è una città dello stato di Guanajuato, nel Messico centrale, capoluogo dell'omonima municipalità.
La municipalità conta 49.053 abitanti e copre un'area di 877,25 km².